# Citharichthys abbotti
Citharichthys abbotti är en fiskart som beskrevs av Dawson, 1969. Citharichthys abbotti ingår i släktet Citharichthys och familjen Paralichthyidae. Inga underarter finns listade i Catalogue of Life.